# Wanhatti
Wanhatti is een dorp en van de zes ressorten waaruit het Surinaamse district Marowijne bestaat. De rivier Cottica stroomt door het ressort Wanhatti.
Ressort Wanhatti grenst in het noorden en oosten aan het ressort Galibi, in het zuidoosten aan Moengotapoe en in het zuidwesten en westen aan Moengo.
In 2004 had ressort Wan Hatti volgens cijfers van het Centraal Bureau voor Burgerzaken (CBB) 351 inwoners en in 2012 in totaal 466. 

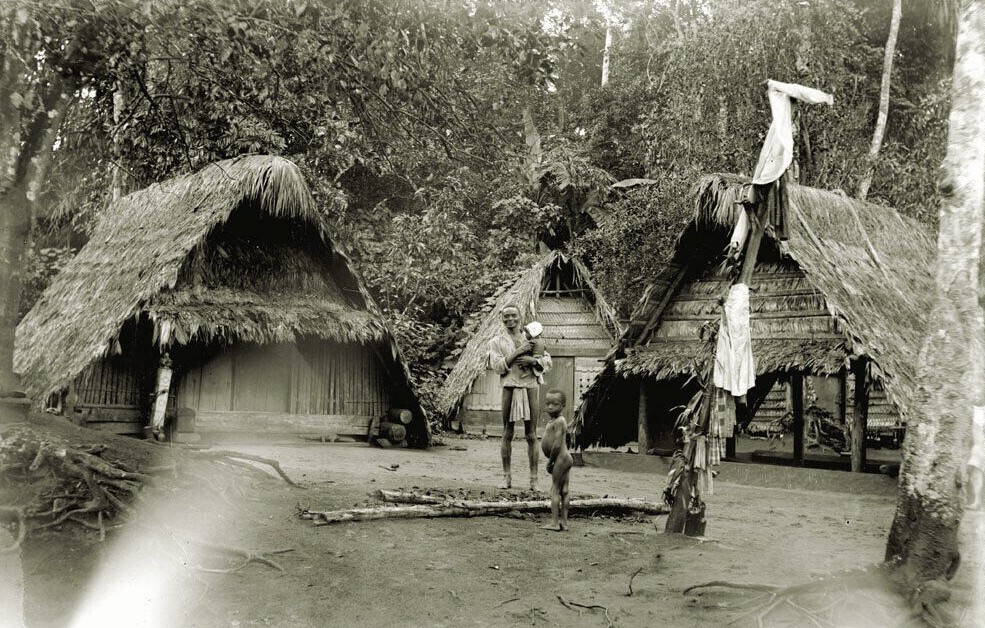
Het dorp in 1896